# Viborillas, Veracruz
Viborillas är en ort i Mexiko.   Den ligger i kommunen Huayacocotla och delstaten Veracruz, i den sydöstra delen av landet, 140 km nordost om huvudstaden Mexico City. Viborillas ligger 2 281 meter över havet och antalet invånare är 255.
Terrängen runt Viborillas är kuperad västerut, men österut är den bergig. Runt Viborillas är det ganska glesbefolkat, med 42 invånare per kvadratkilometer. Närmaste större samhälle är Carbonero Jacales, 9,7 km söder om Viborillas. I omgivningarna runt Viborillas växer i huvudsak blandskog.